# Equação de compatibilidade
Uma equação de compatibilidade é uma equação adicional a um problema mecânico de equilíbrio necessária para assegurar que a solução buscada é compatível com as condições de contorno ou para poder assegurar a integralidade do campo de deformações.

## Equações de compatibilidade em deformações
Na aproximação do problema elástico, as equações de compatibilidade são equações que se cumprem-se garantem a existência de um campo de deslocamentos compatível com as deformações calculadas. Em outras palavras, as equações de compatibilidade são as condições necessárias de integrabilidade para o campo de deslocamentos em termos dos componentes do tensor tensão.

### Elasticidade linear
Em elasticidade linear uma deformação será fisicamente possível se é compatível com um determinado campo de deslocamentos {\displaystyle \mathbf {u} }, ou seja, se cumpre-se as seguintes relações para os componentes do tensor deformação:
{\displaystyle \varepsilon _{ij}={\frac {1}{2}}\left({\frac {\partial u_{i}}{\partial x_{j}}}+{\frac {\partial u_{j}}{\partial x_{i}}}\right)\qquad \Longleftrightarrow \qquad {\begin{cases}\varepsilon _{xx}=\left({\frac {\partial u_{x}}{\partial x}}\right)&\varepsilon _{xy}={\frac {1}{2}}\left({\frac {\partial u_{x}}{\partial y}}+{\frac {\partial u_{y}}{\partial x}}\right)\\\varepsilon _{yy}=\left({\frac {\partial u_{y}}{\partial y}}\right)&\varepsilon _{yz}={\frac {1}{2}}\left({\frac {\partial u_{x}}{\partial y}}+{\frac {\partial u_{y}}{\partial x}}\right)\\\varepsilon _{zz}=\left({\frac {\partial u_{z}}{\partial z}}\right)&\varepsilon _{zx}={\frac {1}{2}}\left({\frac {\partial u_{z}}{\partial x}}+{\frac {\partial u_{x}}{\partial z}}\right)\end{cases}}}
Normalmente os componentes do campo de deslocamento são desconhecidos pelo que necessitamos uma relação expressável só em termos dos componentes do tensor deformação. A expressão buscada é precisamente:
{\displaystyle \forall i,j:\quad {\frac {\partial ^{2}\varepsilon _{ij}}{\partial x_{k}\partial x_{k}}}+{\frac {\partial ^{2}\varepsilon _{kl}}{\partial x_{i}\partial x_{j}}}={\frac {\partial ^{2}\varepsilon _{il}}{\partial x_{k}\partial x_{j}}}+{\frac {\partial ^{2}\varepsilon _{kj}}{\partial x_{i}\partial x_{l}}}} [1]
Estas últimas relações são precisamente as que são conhecidas como equações de compatibilidade da elasticidade linear.

### Elasticidade não-linear
Em teoria da elasticidade não linear a relação entre o vetor de deslocamentos e os componentes do tensor tensão são não lineares e substancialmente mais complicadas:
{\displaystyle \varepsilon _{ij}={\frac {1}{2}}\left[{\frac {\partial u_{i}}{\partial x_{j}}}+{\frac {\partial u_{j}}{\partial x_{i}}}+\sum _{k}\left({\frac {\partial u_{k}}{\partial x_{i}}}*{\frac {\partial u_{k}}{\partial x_{j}}}\right)\right]}
Pelo que as equações de compatibilidade em elasticidade não linear também são não-lineares:
{\displaystyle \forall i,j\quad {\frac {\partial ^{2}\varepsilon _{ij}}{\partial x_{k}\partial x_{k}}}+{\frac {\partial ^{2}\varepsilon _{kl}}{\partial x_{i}\partial x_{j}}}+\sum _{r}\Gamma _{jlr}\Gamma _{ikr}={\frac {\partial ^{2}\varepsilon _{il}}{\partial x_{k}\partial x_{j}}}+{\frac {\partial ^{2}\varepsilon _{kj}}{\partial x_{i}\partial x_{l}}}*\sum _{r}\Gamma _{jkr}\Gamma _{ilr}} [2]
Onde os símbolos de Christoffel são dados por:
{\displaystyle \Gamma _{abc}={\frac {\partial \varepsilon _{ac}}{\partial x_{b}}}+{\frac {\partial \varepsilon _{cb}}{\partial x_{a}}}-{\frac {\partial \varepsilon _{ab}}{\partial x_{c}}}}
A equação [2] pode ser reinterpretada em termos de geometria diferencial, se consideramos que o sólido se deforma sobre um espaço euclidiano uma vez deformado as coordenadas materiais deixaram de ser cartesianas e a medição de distâncias requererá o uso de um tensor métrico da forma:
{\displaystyle g_{ij}={\frac {1}{2}}(\delta _{ij}-\varepsilon _{ij})}
E nesse caso a condição [2] não expressa mais que o tensor de Riemann do espaço euclidiano expresso nesta métrica deve ser nulo {\displaystyle \scriptstyle R_{ijkl}=0}

## Equações de compatibilidade em deslocamentos
Com frequência, em problemas mecânicos ou de resistência de materiais hiperestáticos o cálculo de alguma força ou outra grandeza resulta insuficiente a partir das condições de equilíbrio. Nesse caso, as equações de equilíbrio formam um sistema compatível indeterminado. Dado que a situação física real apresenta uma solução unívoca, ou seja, as peças mecânicas tomam valores de tensão concretos e as reações reais tem valores totalmente determinados, concluímos que as equações de equilíbrio devem ser complementadas com algum outro tipo de informação adicional que faça que o problema seja determinado.

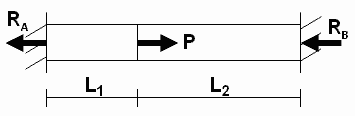
(Fig. 1) Problema unidimensional estaticamente indeterminado.

De fato, muitos problemas se tornam completamente determinados se levamos em conta que os deslocamentos observados na realidade tem valores determinados. Assim se introduzimos equações que expressem certos deslocamentos em função do resto de variáveis, podemos chegar a construir um sistema de equações compatível determinado. Este sistema estaria formado pelas equações de equilíbrio, e várias equações adicionais chamadas equações de compatibilidade. Por exemplo na figura (Fig. 1) se mostra um problema unidimensional consistente na aplicação de uma força em um ponto intermediário embutido em seus extremos. Neste caso, o problema é estaticamente indeterminado ou hiperestático. A análise de forças leva a uma única equação para as duas reações incógnitas existentes:
{\displaystyle R_{A}+R_{B}=P\,}
Neste caso P é uma força conhecida. Para poder determinar as reações observamos que a parte esquerda (entre RA e P) está tracionada e portanto se estirará, ainda que a parte direita (entre P e RB) está comprimida e portanto se encolherá. Dado que a peça é um único sólido deformável o estiramento da parte esquerda compensará exatamente o estiramento da parte direita, do contrário a peça se romperia. Portanto estiramento e encurtamento devem ser compatíveis, essa é precisamente a condição de compatibilidade adicional que resolve o problema:
{\displaystyle {\begin{cases}R_{A}+R_{B}=P&{\mbox{equilibrio}}\\{\cfrac {R_{A}L_{1}}{EA}}-{\cfrac {R_{B}L_{2}}{EA}}=0&{\mbox{compatibilidade}}\end{cases}}\qquad \Rightarrow {\begin{cases}R_{A}={\cfrac {L_{2}}{L_{1}+L_{2}}}P\\R_{B}={\cfrac {L_{1}}{L_{1}+L_{2}}}P\end{cases}}}
As equações adicionais podem ser obtidas por diversos métodos, por exemplo usando os teoremas de Castigliano ou usando a equação da curva elástica. Se o problema é suficientemente simples, como no exemplo anterior, pode encontrar-se a equação de compatibilidade diretamente.